# ガブリエル・ポップ
ガブリエル・ポップ（Gabriel Pop、1998年3月29日 - ）は、スーペルリーガ、CSディナモ・ブクレシュティに所属するラグビーユニオン選手。

## プロフィール
- ルーマニア出身[1]。
- ポジションはスタンドオフ(SO)、センター(CTB)。
- 身長 192cm、体重 92kg
- U20ポルトガル代表に選ばれたことがある[2]。
- 7人制ポルトガル代表に選ばれたことがある。
- ルーマニア代表キャップは6（2025年2月現在）でラグビーワールドカップ2023のルーマニア代表に選ばれた[3]。

## 略歴
GDS・カスカイスを経て、2022年、CSディナモ・ブクレシュティに加入。